# Trung Visayas
Trung Visayas là một vùng VII của Philippines. Vùng bao gồm phần trung tâm của nhóm đảo Visayas, gồm có 4 tỉnh Bohol, Cebu, Negros Oriental và Siquijor và các thành phố đô thị hóa cao là Cebu, Lapu-Lapu và Mandaue.

## Nhân khẩu
Theo thống kê dân số năm 2007, Trung Visayá có tổng dân số là 6.398.628 người, là vùng dông dân thứ 5 trong cả nước. Mật độ dân số là 403,1 người/km². Thống kê cũng cho thấy tốc độ tăng dân số trung bình hàng năm từ 2000 đến 2007 là 1,5%, thấp hơn đáng kể so với trung bình toàn quốc là 2,04%.
Tiếng Cebuano là ngôn ngữ chính trong Vùng. Ơr tỉnh Bohol, Tiếng Cebuano được gọi là Tiếng Boholano. Ở Quần đảo Camotes, thuộc tỉnh Cebu, tiếng Porohanon được sử dụng ở thị trấn Poro, nggon ngữ này là sự pha trộng của tiếng Cebuano, tiếng Hiligaynon (Ilonggo) và tiếng Masbateño.

## Hành chính
Vùng Trung Visayas có 4 tỉnh và 3 thành phố độc lập:
| Tỉnh/Thành phố       | Thủ phủ    | Dân số (2000) | Diện tích (km²) | Mật độ (trên km²) |
| -------------------- | ---------- | ------------- | --------------- | ----------------- |
| Bohol                | Tagbilaran | 1.137.268     | 4.117,3         | 276,2             |
| Cebu                 | Cebu       | 2.160.569     | 4.800,11        | 450,1             |
| Negros Oriental      | Dumaguete  | 1.126.061     | 5.402,3         | 208,4             |
| Siquijor             | Siquijor   | 81.598        | 343,5           | 237,5             |
|                      |            |               |                 |                   |
| Thành phố Cebu¹      | —          | 718.821       | 280,2           | 2.565,4           |
| Thành phố Lapu-Lapu¹ | —          | 217.019       | 64,22           | 3.379,3           |
| Thành phố Mandaue¹   | —          | 259.728       | 34,87           | 7.448             |

Mặc dù Thành phố Cebu, Thành phố Lapu-Lapu và Thành phố Mandaue thường được gộp vào tỉnh Cebu. Nhưng đây là các thành phố độc lập với tỉnh.

### Thành phố hợp thành
- Bais, Negros Oriental
- Bayawan, Negros Oriental
- Canlaon, Negros Oriental
- Dumaguete, Negros Oriental
- Tanjay, Negros Oriental
- Danao, Cebu
- Talisay, Cebu
- Toledo, Cebu
- Tagbilaran, Bohol